# Nagy-Britannia legkisebb háza
Nagy-Britannia legkisebb háza – „a rakparti ház” – turistalátványosság a walesi Conwy város rakpartján. A 3,05×1,8 méter alapterületű házat a 16. századtól 1900-ig használták lakóháznak. Széles körben tartják Nagy-Britannia legkisebb házának. Jelenleg vörös színű, a conwyi vár falánál áll. A házban épp elfér egy tűzhely, egy vízcsap és egy ágy éjjeliszekrénnyel.
Utolsó lakója egy 190 cm magas halász, Robert Jones volt, aki nem tudott teljesen kiegyenesedni a helyiségekben.
A város vezetése 1900-ban a házat alkalmatlannak nyilvánította arra, hogy lakóhelyként szolgáljon. Az épület jelenleg is Jones leszármazottainak tulajdona, és látogatható, bár az emeletre, ahol csak egy ágynak és kis szekrénynek van hely, nem szabad felmenni, csak a létráról tekinthető meg. Előtte gyakran egy walesi népviseletbe öltözött hölgy áll. 2006 júniusában a turisták száma a felére csökkent a közeli útjavítási munkálatok miatt.